# الدين وعقوبة الإعدام
اتخذت الديانات العالمية الرئيسية مواقف متباينة بشأن مدى أخلاقية عقوبة الإعدام، وعليه أثّرت تاريخيًا في الطريقة التي تتعامل بها الحكومات مع تلك العقوبات. على الرغم من تغير وجهات نظر بعض الأديان مع مرور الوقت، فقد اعتمد تأثيرها على عقوبة الإعدام بشكل عام على وجود الميثاق الأخلاقي ذي المرجعية الدينية ومدى تأثير الدين على الحكومة. غالبًا ما تعتمد القواعد الأخلاقية الدينية على مجموعة من التعاليم، مثل العهد القديم أو القرآن.
الا ديان السموية كلها تعارظ اعدام مخلوقات الخالق فهو كفر او الخروج على طاعة الخالق بمعنى الكلمة ، الخطء الواقع بين البشرية هو عدم فهم لغة الخالق بمعنى الراقي مثل التورية والقران فهم صحف او كتب متشفرة ولم تفهم اكثر معانيهم وهذا ماادى الى الخلفات والتناحر ما بين الشعوب ، كسبيل الميثال في كتب القران قال تعلى في ظاهر القران وهذا يظل الاغبياء ويهدي المومنين قال  يابن ادم خذوا زينتكم عند كل مسجد وكلو واشربواولا تسرفواانه لا يحب المسرفين .ص.ع.   وفسروا علماء المسلمين ما ظهر من الاية وهذا خطء عظيم لان معنى الاية احقيقي هو ان يزين فكره ويعله حتى يعلم بان الخالق لا يتدخل في اكله ولا شربه ولكن تعبير لاظلال من اتبع ابليس الغبي لان الاغبيا فكرهم في الحيوة الدنيا الاكل والشرب كسبيل الميثال. اما المومنين فلهم فكر للاخرة ولايتقبلوا هذاالتشبيه الدنيء ويتدبروا في قول  الخالق الراقي العالي لان المعنى لا يليق به ولا بهم ويستنتجوا من التعبير ارادة الله منهم في المسجد وهو تلاوة كتب القران ذي الذكر وليس ما فعله الحجاج. القرءان ،الاسلام، السماوات، الصلوات الزكواة ،الشمس في السماء، الاض المسطح ،....الخ... الاعدام،قطع اليدين ..الرجم...  وتحريم لحم الحيوان البريء...وتنسيب الاحاديث للرسول الذي هو بريء من كل اقوالهم عليه. الا قول الله سورة الفرقان. وقال الرسول يربي ان قومي اتخذوا هذاالقران مهجورا.ص.ع.  هذا دليل بانهم لم ولن يفهموا شي من كتب القران. اما بن اسريل قتلهم لعيسى لانهم اتهموه بما لم يقول بانه ابن الله لان التورية تحرم مثل القران من يتطاول على الله.  وكذالك تحريم لحم الحيوان ، مثل القران ، وهو كل ما ظهر في التورية والقران، وصحف ابراهيم. الا معاني مشفرة ولا يعقلها الا المومنين المخلصين لله .سلم الله على من اتبع الهدى . سليمان.
تتبنى العديد من الدول الإسلامية قوانين تستند في جوهرها إلى الشريعة الإسلامية، التي تسمح بعقوبات الإعدام لمختلف الأفعال. لا تتبنى كل الدول الإسلامية مع ذلك عقوبة الإعدام.
غيرت المسيحية موقفها من عقوبة الإعدام بمرور الزمن، وتنوعت التعاليم المتعلقة بها عند الطوائف المسيحية المختلفة. عارض العديد من المسيحيين الأوائل بشدة عقوبة الإعدام، حتى وصل الأمر إلى تعرض القضاة الذين ينفذونها أحيانًا للحرمان الكنسي. خفتت حدة ذلك الموقف تدريجيًا في القرن الخامس. زعم توما الأكويني، في القرن الثالث عشر، أن عقوبة الإعدام شكل من أشكال «القتل المشروع»، وقد ظل هذا موقف الكاثوليك حول القضية لعدة قرون. دافع مارتن لوثر وجان كالفن عن عقوبة الإعدام، خلال الإصلاح البروتستانتي، لكن عارضها الكويكرز والإخوان والمينوناتية منذ تأسيس جماعاتهم. عارضت الكنيسة الرومانية الكاثوليكية بشكل عام عقوبة الإعدام، منذ انعقاد المجمع الفاتيكاني الثاني، وراجع البابا فرنسيس، في أغسطس 2018، تعاليم الكنيسة الكاثوليكية وعدّلها حتى تدين التعاليم الجديدة عقوبة الإعدام في جميع الأحوال بصفتها اعتداء غير مقبول على حرمة الشخص وكرامته.
تعتنق البوذية إيمانًا راسخًا بمبدأ الشعور بالتعاطف تجاه حياة الآخرين كما جاء في البانكا سيلا (المبادئ الخمسة). يتجلى في البوذية مفهوم مساعدة مرتكبي الجرائم على التعافي بدلًا من الانتقام منهم. عارضت البوذية عمومًا لهذه الأسباب عقوبة الإعدام. تواصل الصين واليابان، وكلاهما دولتان بوذيتان تاريخيًا، ممارسة تلك العقوبة.
يزخر تاريخ اليهودية بالجدل المثار حول عقوبة الإعدام، لكنها تعارض بشكل عام هذه الممارسة. على الرغم من ذكر التوراة لأكثر من 30 حالة مستحقة للعقوبة، تُفرض قيود عديدة تحول بينهم وبين التنفيذ. حظرت إسرائيل منذ عام 1954 تطبيق عقوبة الإعدام اللهم إلا في حالات الإبادة الجماعية وخيانة الوطن.
لم تتخذ الهندوسية على مر التاريخ موقفًا بشأن عقوبة الإعدام وليس لها تأثير يذكر على رأي الحكومة في هذا الصدد. تنفرد الهند مع ذلك، (و 80% من تعدادها هندوس) بأدنى معدل لعقوبة الإعدام بين الدول الأخرى. من المحتمل أن يرجع هذا إلى الإيمان بأهيمسا، أو اللاعنف، الذي شاع في عهد غاندي وحظي بدعم أشوكا، إمبراطور الهند البوذي القديم، وهو الزعيم الوحيد في تاريخ البلاد الذي عارض عقوبة الإعدام علنًا.

## المسيحية
توصلت التعاليم المسيحية المستمدة من العهد الجديد إلى مجموعة من الاستنتاجات حول جواز عقوبة الإعدام وقيمتها الاجتماعية. بينما يرى بعض المسيحيين أن القراءة المتشددة لنصوص معينة تحرم الإعدام، يشير مسيحيون آخرون إلى آيات مختلفة في العهد الجديد تؤيد في ظاهرها تلك العقوبة. يؤثر الاعتقاد المسيحي بأن يسوع الناصري، الشخصية الرئيسية في المسيحية والإله المتجسد، أُعدم شهيدًا على يد الإمبراطورية الرومانية، في الآراء المتعلقة بعقوبة الإعدام.
عارض العديد من المسيحيين الأوائل عقوبة الإعدام بشدة. هدد أمر كنسي صادر من روما ويعود تاريخه إلى نحو عام 200 ميلادي أي قاضٍ مسيحي ينفذ حكم الإعدام بوضعه تحت طائلة الحرمان الكنسي. كما كان محرمًا على أي مسيحي أن يتهم شخصًا بارتكاب جريمة إذا كان من شأن هذا الاتهام أن يؤدي إلى قتله أو ضربه بأحزمة جلدية محملة بالرصاص. انحسرت صرامة الموقف المسيحي من عقوبة الإعدام تدريجيًا في القرن الخامس. حكم البابا إينوسنت الأول، في عام 405، بأنه لا يمكن حرمان القضاة الذين ينفذون عقوبة الإعدام كنسيًا، على الرغم من أن هذه العادة لم تزل غير أخلاقية وقتذاك.

### الميثوديون
أصبحت الكنيسة الميثودية المتحدة، في عام 1956، إحدى أولى الطوائف المسيحية البروتستانتية التي أصدرت بيانًا يعارض عقوبة الإعدام. إذ أصدر زعماء الكنيسة، في المجلس العام الميثودي المتحد، بيانًا جاء فيه: «نؤيد تطبيق مبدأ العفو والإصلاح في معاملة المخالفين للقانون، إذ يجب إصلاح الأساليب الجزائية والتصحيحية، وتحسين إجراءات المحكمة الجنائية. نستنكر لذلك تطبيق عقوبة الإعدام». تتمسك الكنيسة بهذا البيان حتى اليوم.

## الإسلام
تؤيد العديد من حكومات الدول الإسلامية عقوبة الإعدام. تدير الحكومات البلاد بالاحتكام إلى الشريعة، ويُعد الإسلام تباعًا الدين الوحيد الذي نعرفه ذا التأثير المباشر في السياسات الحكومية المتعلقة بعقوبة الإعدام في العصر الحديث. غالبًا ما يُحتكم إلى الشريعة الإسلامية في نظام المحاكم في العديد من البلدان الإسلامية إذ لا يوجد فصل بين المؤسسات الدينية والدولة. يُنظر إلى القرآن بصفته كلام الله منه، ويُنظر إلى مخالفة تعاليمه بصفتها تتعارض مع أساس القانون بأكمله. جاء في القرآن: «ولا تقتلوا النفس التي حرم الله إلا بالحق»، ما يعني أن عقوبة الإعدام مسموح بها في بعض الحالات التي ينص عليها القانون. ينص القرآن صراحة على أن الإعدام هو عقاب قتل النفس. عقوبة الإعدام مُعترف بها طبقًا للقرآن كشكل ضروري من أشكال العقوبات لبعض جرائم «الحدود» في الإسلام، إذ يسود الاعتقاد بأن هذه الأفعال تتعارض مباشرة مع كلام الله ويُنظر إليها بصفتها تهديدًا للمجتمع. نادرًا ما طُبقت عقوبات الإعدام على هذه الجرائم في إسلام ما قبل الحداثة، لأن معايير الإثبات كانت عالية للغاية بحيث تجعل الإدانة أصعب. سبّب تطبيق الحكومات الإسلامية هذه القوانين في بعض الأحيان جدلًا بسيطًا داخل المجتمعات الإسلامية.